# Admete (okeanida)
Admete (gr. Ἀδμήτη Admḗtē, łac. Admete) – w mitologii greckiej jedna z okeanid.
Uchodziła (jak inne Okeanidy) za córkę Okeanosa i Tetydy lub (według genealogicznej przedmowy Hygina do jego kolekcji opowieści mitycznych) dwóch personifikacji morza: Pontusa i Talassy (u Hygina nosi imię Admeto).